# Евдокимовский (платформа)

Евдоки́мовский — остановочный пункт Приволжской железной дороги на
линии Ртищево — Саратов (линия электрифицирована), расположен в Татищевском районе Саратовской области. Осуществляются пригородные перевозки пассажиров на Аткарск, Ртищево, Саратов, Лопуховку, Кологривовку.

## Деятельность
Грузовые и пассажирские операции не производятся.